# زوز (العملة اليهودية)

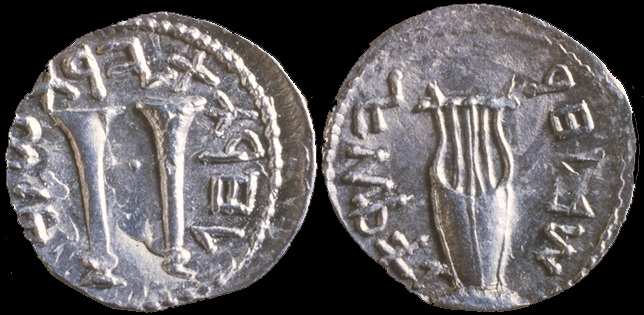

زوز كانت زوز عملة معدنية مصنوعة من الفضة عند الحضارة اليهودية خلال فترة ثورة بار كوخبا، بالإضافة كانت تسمية إلى عدة من النقود الفضية الغير يهودية. كانت تستخدم قبل وبعد ثورة بار كوخبا. كانت التسمية تستخدم خلال عدة من العصور التاريخية كالإغريق وعملتهم دراخما حتى العصر الروماني وعملته ديناريوس، وبعد ذلك الفئة الربعية لعملة بار كوخبا. وقد اجتاحت العملة اليهودية المتمردة زوز غيرها من العملات كالدينار الامبراطوري الروماني أو الدراخمة الرومانية الريفية لفيسباسيان، تيتوس، دوميتان، تراجان، وهادريان. اربع فئات من زوزيم، دراخما أو ديناري يشكلون شيكل، سيلا أو تيترادراكم.

## علم اصول الكلمات
هنالك عدة من الاقتراحات لأصل كلمة «زوز»:
• فساد الاغريقي زيوس، الذي كان يعتبر الآله ويصور نفسه على ظهر كل دراخم وتيترادراخم في الفترة السلوقي.
• في العبرية، كلمة «زوز» تعني «حركة» أو «للتحرك», لذا سميت ب «زوزيم» دلالة على انها دائمة الحركة، عادة تشير إلى ان اليهود عليهم بالقيام بأعمال خيرية، أو إشارة إلى طبيعة تنقل الاموال من شخص إلى اخر، بالتناوب بين الاغنياء.
• متعلقة بجذر لغوي (لا تحدث في الكتاب المقدس العبري) ويعني «ساطع» أو «تألق».
• تبعا لستيفين كوفمان، يعود اصل كلمة زوزو إلى الحضارة الاكادية. قاموس التراث الأمريكي ينص أيضا: " من الزوز الاكادي، النصف، القسمة، وحدة قياس الوزن، من زازو، إلى القسمة.

## الأستعمال
في التلمود، تم استخدام الزوز والدينار بشكل متبادل، الفرق بينهم ان الزوز بالأصل كان يشير إلى الدراخما الاغريقية (كان يمثل ربع تيترادراخم اغريقي ويزن حوالي سبع عشر غرام) بينما الدينار كان يشير إلى الدينار الروماني الديناريوس الاروماني الجديد (كان يمثل ربع من الشيكل التيراني ويزن نفس الشيكل المقدسي والتيترادراخم الروماني الريفي بوزن يقدر ب اربع عشر غراما).
ذكر الزوز في عيد فصح هاجادا في أغنية الفصح تشاد جايا، تشاد جايا (معزة صغيرة واحدة، معزة صغيرة واحدة) حيث كلمات الاغنية ديزابين أبا بيتري زوزي (الذي اشتراه الاب ب اثنان زوزيم (نصف شيكل) تعاد في نهاية كل مقطع. من الممكن ان تكون مهمة ان كل اثني زوزيم يساوي نصف شيكل مطلوب كضريبة من كل رجل بالغ إسرائيلي في المخرج 30:13.